# Palpita picticaudalis
Palpita picticaudalis là một loài bướm đêm trong họ Crambidae.